# ペフィシチニブ
ペフィシチニブ（Peficitinib、開発コード：ASP015K）は関節リウマチの治療に用いられる経口ヤヌスキナーゼ阻害薬の一つである。
2019年3月に承認された。

## 効能・効果
既存治療で効果不十分な関節リウマチ（関節の構造的損傷の防止を含む）

## 作用機序
ペフィシチニブは、JAKファミリーの各酵素（JAK1、JAK2、JAK3、TYK2）を阻害するJAK阻害剤であり、IL-2をはじめとする各種サイトカインのシグナル伝達を遮断し、T細胞の増殖やIFN-γ、TNF-αなどの関節リウマチの病因に関わる炎症性サイトカインの産生を抑制する。

## 警告・禁忌
ペフィシチニブは強い免疫抑制作用を持つことから、重篤な感染症や結核の発症について警告されていると同時に、同疾患に該当する患者には禁忌とされている。
その他にも、重度腎機能障害を有する患者、好中球数が500/mm3未満の患者、リンパ球数が500/mm3未満の患者、ヘモグロビン値が8g/dL未満の患者などには禁忌である。

## 副作用
重大な副作用とされているものは、
- 感染症(帯状疱疹（12.9%）、肺炎（ニューモシスチス肺炎などを含む（4.7%））、敗血症（0.2%）など
- 好中球減少症（0.5%）、リンパ球減少症（5.9%）、ヘモグロビン減少（2.7%）
- 消化管穿孔（0.3%）
- 肝機能障害（AST上昇（0.6%）、ALT上昇（0.8%）など）、黄疸（5.0%）
- 間質性肺炎（0.3%）

である。

## 臨床試験
メトトレキサート（MTX）を含む従来型疾患修飾性抗リウマチ薬（cDMARDs）に対して効果不十分な関節リウマチ患者を対象としたプラセボ対照無作為化二重盲検並行群間比較試験の結果、ペフィシチニブはプラセボに比べて投与12週後のACR20%改善率が有意に高かった。
長期の安全性および有効性を非盲検下で検討した結果、試験期間中のACR20%改善率の推移は、24週で82%となったあと、48週 - 72週まで、85%以上をキープした。
1. ↑  アメリカリウマチ学会（American College of Rheumatology）が作成した評価基準。
1.圧痛関節数
2.腫脹関節数
3.患者による疼痛評価
4.患者による全般活動性評価
5.医師の全般活動性評価
6.患者による運動機能評価
7.急性期反応物質の測定
8.X線写真または他の画像検査による評価
の8項目で評価される（特に1、2は目標到達必須）[6]。

## 参考資料
1. ↑  “Peficitinib, a JAK Inhibitor, in the Treatment of Moderate-to-Severe Rheumatoid Arthritis in Patients With an Inadequate Response to Methotrexate”. Arthritis & Rheumatology 69 (4):  709–719. (April 2017). doi:10.1002/art.39955. PMID 27748083.
2. ↑  “Peficitinib, a JAK Inhibitor, in Combination With Limited Conventional Synthetic Disease-Modifying Antirheumatic Drugs in the Treatment of Moderate-to-Severe Rheumatoid Arthritis”. Arthritis & Rheumatology 69 (5):  932–942. (May 2017). doi:10.1002/art.40054. PMID 28118538.
3. ↑  “Peficitinib: First Global Approval”. Drugs 79 (8):  887–891. (June 2019). doi:10.1007/s40265-019-01131-y. PMID 31093950.
4. ↑  “経口JAK阻害剤「スマイラフ®錠」既存治療で効果不十分な関節リウマチ（関節の構造的損傷の防止を含む）治療薬として日本で製造販売承認取得”.   アステラス製薬株式会社. 2021年3月24日閲覧。
5. ↑  “スマイラフ錠50mg／ スマイラフ錠100mg 添付文書”. www.info.pmda.go.jp.   PMDA. 2021年3月24日閲覧。
6. ↑  近藤啓文「関節リウマチ(ACRコアセット)」『日本内科学会雑誌』第91巻第9号、日本内科学会、2002年9月、2728-2737頁、doi:10.2169/naika.91.2728、ISSN 00215384、NAID 10011015138、2022年1月14日閲覧。